# Поєнь (Бучум, Алба)
Поєнь, Поєні (рум. Poieni) — село у повіті Алба в Румунії. Входить до складу комуни Бучум.
Село розташоване на відстані 302 км на північний захід від Бухареста, 34 км на північний захід від Алба-Юлії, 66 км на південний захід від Клуж-Напоки.

## Населення
За даними перепису населення 2002 року у селі проживала 141 особа, з них 140 осіб (99,3%) румунів. Рідною мовою 140 осіб (99,3%) назвали румунську.